# Ли, Юнас (писатель)
Юнас Ли (норв. Jonas Lie; 6 ноября 1833, Мудум, — 5 июля 1908, Ставерн) — норвежский писатель, драматург и поэт. Его причисляют к четырём великим норвежским писателям XIX века.

## Жизнь и творчество
Его первый рассказ Den Fremsynte («Ясновидящий», 1870), переносящий историю Поля и Виржини на Крайний Север, сразу принёс ему большую известность. В дальнейших своих произведениях — Fortaellinger fra Norge («Норвежские рассказы», 1872), Tremasteren Fremtiden («Трехмачтовое судно „Будущее“», 1873), Lodsen og hans Hustra («Лоцман и его жена», 1874), Rutland (1880), Gaa poa (1882) — Ли явился художником северной природы, правдиво изображающим идиллический и в то же время трудовой быт норвежских моряков и рыбаков. Менее были удачны, несмотря на отдельные поэтические красоты, драматические произведения Ли — Faustina Strozzi (1875) и Grabovs Kat (1880), a также рассказы из жизни высших классов: Thomas Ross (1878) и Adam Schrader (1879). Роман Livsslaven («Осужденный на смерть», 1883, на русском языке издан в 1884 году) поставил Ли на один уровень с Бьёрнсоном и Ибсеном. Это — история человека по природе честного, но вследствие первой ошибки неудержимо падающего все ниже и ниже. Она исполнена реализма и в то же время поэзии; тонкий психологический анализ вызывает не осуждение, но чувство сострадания к надломленным жизнью. С ещё большей силой проявился художественный талант Ли в романе Familien pa Gilje (1883). Бодрящий юмор, которым он проникнут, резко оттенил облагораживающую силу страдания, отречения и примирения. Мягкостью и ровностью тона, примирительным характером общего впечатления, свежестью красок отличались и позднейшие произведения Ли: En Malström (1884 — рассказ о падении и гибели провинциальной аристократической семьи); Kommandörens Dottre (1886; об отсутствии высших общественных интересов, господствующее в некоторых местностях Норвегии), Et Samliv («Совместная жизнь», 1888 — изображение тяжёлой семейной жизни, созданной браком по расчёту). Картину из жизни низших классов населения Христиании, мрачную и тяжёлую, Ли дал в Maisa Jons. В романе Niobe (1893) он изобразил «отцов и детей» современной Норвегии, коллизию их религиозных, политических и общественных идеалов. Небольшие рассказы Ли были изданы в сборниках Fortaellinger (1885) и Trold (1891 и 1892).
В Норвегии начала XX века Ли был самым популярным писателем. Особенно удавались ему типы молодых девушек, чистых душой и чувствительных, полных энергии и в то же время грациозных, живущих жизнью сердца и тем не менее обладающих твердостью. Ратуя за униженных и оскорблённых, Ли взывал при этом не столько к чувству сострадания, сколько к высшей справедливости. Произведения Ли были переведены почти на все европейские языки; русские переводы публиковались в различных журналах.